# لیسبت دیل
لیسبت دیل (دانمارکی: Lisbet Dahl؛ زادهٔ ۹ آوریل ۱۹۴۶) بازیگر اهل دانمارک است.
از فیلم‌ها یا برنامه‌های تلویزیونی که وی در آن نقش داشته‌است، می‌توان به انسان و مرغ و مهمانی اداره اشاره کرد.